# Dasyphora
Dasyphora – rodzaj muchówek z rodziny muchowatych (Muscidae).

## Wybrane gatunki
- Dasyphora albofasciata (Macquart, 1839)
- Dasyphora penicillata (Egger, 1865)
- Dasyphora pratorum (Meigen, 1826)